# Донатас Румшас
Донатас Румшас (лит. Donatas Rumšas, нар. 21 березня 1988) — литовський футбольний арбітр. Арбітр ФІФА з 2016 року.

## Кар'єра
Румшас дебютувала як головний арбітр у матчі вищого дивізіону Литви 8 березня 2014 року під час матчу «Атлантас» — «Дайнава» (6:0).
2016 року увійшов до списку арбітрів ФІФА та став обслуговувати міжнародні футбольні матчі. Його перша гра у єврокубках відбулася 30 червня 2016, коли він судив перший кваліфікаційний раунд Ліги Європи 2016/17 між клубами «Санта-Колома» і «Локомотива» (1:3).
Він судив також матчі на рівні юнацьких і молодіжних збірних, а також відсудив чотири матчі на чемпіонаті Європи U-17 2017 у Хорватії та був арбітром за воротами у суддівській команді Гедімінаса Мажейки на молодіжному чемпіонаті Європи 2017 року у Польщі.
10 червня 2019 року відсудив свій перший матч національних збірних, коли Фарерські острови програли Норвегії з рахунком 0:2 в рамках відбору до Євро-2020.